# State of Origin 1986
Die State of Origin Series 1986 waren die siebte Ausgabe des Rugby-League-Turniers State of Origin. Es bestand aus drei Spielen, die zwischen dem 27. Mai und dem 1. Juli stattfanden. New South Wales gewann die Series 3-0.

## Spiel 1
| 27. Mai | Queensland Maroons                                                            | 16 : 22         | New South Wales Blues                                                | Lang Park, Brisbane Zuschauer: 33.066 Schiedsrichter: Kevin Roberts |
| 27. Mai | Versuche: Dowling, Miles Erhöhungen: Meninga (2/2) Straftritte: Meninga (2/2) | (10:12) Bericht | Versuche: Farrar, Jack, Mortimer, Simmons Erhöhungen: O’Connor (3/4) | Lang Park, Brisbane Zuschauer: 33.066 Schiedsrichter: Kevin Roberts |

| 1                  | Colin Scott    |
| 2                  | Dale Shearer   |
| 3                  | Mal Meninga    |
| 4                  | Gene Miles     |
| 5                  | Chris Close    |
| 6                  | Wally Lewis    |
| 7                  | Mark Murray    |
| 8                  | Bob Lindner    |
| 9                  | Gavin Jones    |
| 10                 | Bryan Niebling |
| 11                 | Dave Brown     |
| 12                 | Greg Conescu   |
| 13                 | Greg Dowling   |
| Auswechselspieler: |                |
| 14                 | Peter Jackson  |
| 15                 | Ian French     |

| 1                  | Garry Jack       |
| 2                  | Steve Morris     |
| 3                  | Michael O’Connor |
| 4                  | Chris Mortimer   |
| 5                  | Andrew Farrar    |
| 6                  | Brett Kenny      |
| 7                  | Peter Sterling   |
| 8                  | Wayne Pearce     |
| 9                  | Noel Cleal       |
| 10                 | Steve Folkes     |
| 11                 | Peter Tunks      |
| 12                 | Royce Simmons    |
| 13                 | Steve Roach      |
| Auswechselspieler: |                  |
| 14                 | Terry Lamb       |
| 15                 | David Gillespie  |

## Spiel 2
| 10. Juni | New South Wales Blues                                                       | 24 : 20         | Queensland Maroons                                                 | Sydney Cricket Ground, Sydney Zuschauer: 40.707 Schiedsrichter: Barry Gomersall |
| 10. Juni | Versuche: Cleal, Farrar, Kenny, O’Connor, Pearce Erhöhungen: O’Connor (2/5) | (12:12) Bericht | Versuche: French, Kiss, Lindner, Shearer Erhöhungen: Meninga (2/4) | Sydney Cricket Ground, Sydney Zuschauer: 40.707 Schiedsrichter: Barry Gomersall |

| 1                  | Garry Jack         |
| 2                  | Brian Hetherington |
| 3                  | Chris Mortimer     |
| 4                  | Michael O’Connor   |
| 5                  | Andrew Farrar      |
| 6                  | Brett Kenny        |
| 7                  | Peter Sterling     |
| 8                  | Wayne Pearce       |
| 9                  | Noel Cleal         |
| 10                 | Steve Folkes       |
| 11                 | Steve Roach        |
| 12                 | Royce Simmons      |
| 13                 | Peter Tunks        |
| Auswechselspieler: |                    |
| 14                 | David Gillespie    |

| 1                  | Gary Belcher   |
| 2                  | Dale Shearer   |
| 3                  | Gene Miles     |
| 4                  | Mal Meninga    |
| 5                  | Les Kiss       |
| 6                  | Wally Lewis    |
| 7                  | Mark Murray    |
| 8                  | Ian French     |
| 9                  | Gavin Jones    |
| 15                 | Bob Lindner    |
| 11                 | Darryl Brohman |
| 12                 | Greg Conescu   |
| 13                 | Cavill Heugh   |
| Auswechselspieler: |                |
| 14                 | Brad Tessmann  |

## Spiel 3
| 1. Juli | Queensland Maroons                        | 16 : 18         | New South Wales Blues                                                                    | Lang Park, Brisbane Zuschauer: 21.097 Schiedsrichter: Kevin Roberts |
| 1. Juli | Versuche: Belcher, Conescu, Kiss, Shearer | (16:16) Bericht | Versuche: O’Connor, Pearce, Tunks Erhöhungen: O’Connor (2/3) Straftritte: O’Connor (1/1) | Lang Park, Brisbane Zuschauer: 21.097 Schiedsrichter: Kevin Roberts |

| 1                  | Gary Belcher   |
| 2                  | Dale Shearer   |
| 3                  | Mal Meninga    |
| 4                  | Gene Miles     |
| 5                  | Les Kiss       |
| 6                  | Wally Lewis    |
| 7                  | Mark Murray    |
| 8                  | Bob Lindner    |
| 9                  | Gavin Jones    |
| 10                 | Bryan Niebling |
| 11                 | Cavill Heugh   |
| 12                 | Greg Conescu   |
| 13                 | Brad Tessmann  |
| Auswechselspieler: |                |
| 15                 | Ian French     |

| 1                  | Garry Jack       |
| 2                  | Brian Johnston   |
| 3                  | Michael O’Connor |
| 4                  | Chris Mortimer   |
| 5                  | Eric Grothe      |
| 6                  | Brett Kenny      |
| 7                  | Peter Sterling   |
| 8                  | Wayne Pearce     |
| 9                  | Noel Cleal       |
| 10                 | Steve Folkes     |
| 11                 | Peter Tunks      |
| 12                 | Royce Simmons    |
| 13                 | Steve Roach      |
| Auswechselspieler: |                  |
| 14                 | Terry Lamb       |
| 15                 | David Gillespie  |

## Man of the Match
| Spiel | Man of the Match |
| ----- | ---------------- |
| 1     | Royce Simmons    |
| 2     | Peter Sterling   |
| 3     | Brett Kenny      |